# White Feathers
White Feathers est le premier album du groupe Kajagoogoo sorti en 1983 chez la maison de disques EMI. On y retrouve entre autres le tube Too Shy.

## Liste des morceaux
| 1. | White Feathers            | 3:27  |
| 2. | Too Shy                   | 3:35: |
| 3. | Lies and Promises         | 3:50: |
| 4. | Magician Man              | 3:30: |
| 5. | Kajagoogoo (Instrumental) | 3:08  |

| 1. | Ooh to Be Ah (Kajagoogoo/Limahl)       | 3:15 |
| 2. | Ergonomics (Kajagoogoo/Beggs, Limahl)  | 3:01 |
| 3. | Hang on Now (Kajagoogoo/Beggs, Limahl) | 3:15 |
| 4. | This Car Is Fast (Kajagoogoo/Limahl)   | 3:22 |
| 5. | Frayo (Kajagoogoo)                     | 4:03 |